# Eusynthemis aurolineata
Eusynthemis aurolineata – gatunek ważki z rodziny Synthemistidae. Jest endemitem wschodniej Australii; występuje w południowo-wschodniej części stanu Queensland i północno-wschodniej Nowej Południowej Walii.